# Bondalti
A Bondalti é uma das maiores empresas portuguesas no sector químico, sendo esta a herdeira da antiga Companhia União Fabril.

## História
No final dos anos 70 é criada a empresa holding “José de Mello”, tendo como acionistas alguns dos antigos proprietários da Companhia União Fabril, empresa nacionalizada em 1975. A reentrada do grupo no setor químico acontece com a compra da Uniteca, uma empresa de produção de cloro-álcalis.
Em 2018, a empresa sofreu uma renovação, deixando de usar o nome CUF e passando a chamar-se de Bondalti, deixando assim a empresa de saúde do grupo a única com o nome CUF.
Em março de 2024, a empresa lançou uma OPA de 329 milhões de euros sobre 100% das ações da Ercros, uma empresa espanhola especializada na produção e venda de produtos químicos e farmacêuticos.